# 美洲海绵盘虫
美洲海绵盘虫（学名：Spongodiscus americanus）为海绵盘虫科海绵盘虫属的动物。在中国，分布于南海等海域。